# Parasitisme intracellulaire des bactéries
 (octobre 2012).
Si vous disposez d'ouvrages ou d'articles de référence ou si vous connaissez des sites web de qualité traitant du thème abordé ici, merci de compléter l'article en donnant les références utiles à sa vérifiabilité et en les liant à la section « Notes et références ».
Le parasitisme intracellulaire est un type d'endoparasitisme dans lequel le parasitisme se fait au sein des cellules (ou de la cellule dans le cas de bactéries unicellulaires).
Le parasite peut survivre dans trois compartiments différents de la cellule :
- dans le phagosome-endosome
- dans phagolysosome
- dans le cytoplasme

La dissémination du parasite se fait :
- de cellules à cellules (comètes d'actine)
- par scissiparité (persistante grâce à la division cellulaire)
- par lyse cellulaire de l'hôte infecté.

Le parasitisme intracellulaire est aussi obligatoire pour tous les virus.